# Reine Claude de Braunau
Reine Claude de Braunau sinonimia: Braunauer Aprikozenartige, es una variedad cultivar de ciruelo (Prunus domestica), de las denominadas ciruelas europeas,
una variedad de ciruela variedad antigua obtenida en Suiza se supone descendiente de 'Reina Claudia Verde', se desconocen polinizadores.
Las frutas tienen un tamaño medio a grande, con un color de piel verde brillante que al madurar es de color amarillo verdoso a amarillo verdoso claro brillante con rocío blanco espeso, en el lado soleado, un leve rubor rojo rosado, y pulpa de color amarillenta, con textura fina, jugosa, y sabor bastante dulce, aromático, de uso en fresco como postre de mesa.

## Sinonimia
- "Reina Claudia de Braunau",
- "Braunauer Aprikozenartige",
- "Abricotée de Braunau",
- "Renkloda Braunauer".[3]

## Historia
El área de origen de los ciruelos "Reina Claudia" sería seguramente Siria?, y se obtuvo en Francia tras el descubrimiento de un ciruelo importado de Asia que producía ciruelas de color verde. Este ciruelo fue traído a la corte de Francisco I por el embajador del reino de Francia ante la "Sublime Puerta", en nombre de Solimán el Magnífico.
El nombre de Reina Claudia es en honor de Claudia de Francia (1499–1524), duquesa de Bretaña, futura reina consorte de Francisco I de Francia (1494–1547). En Francia le decían la bonne reine.
'Reine Claude de Braunau' es una variedad de ciruela suiza antigua, encontrada alrededor de 1810 en Braunau una comuna suiza del cantón de Turgovia, ubicada en el distrito de Münchwilen. Limita al norte con las comunas de Affeltrangen y Bussnang, al este con Wuppenau, al sur con Bronschhofen (SG), y al oeste con Tobel-Tägerschen. 'Reine Claude de Braunau' está bien adaptada a los climas nórdicos, y se diferencia poco de la 'Reina Claudia Verde' de la que se cree que procede, se desconoce el "Parental Padre" fecundante con su polen.

## Características
'Reina Claudia de Braunau' árbol de crecimiento fuerte y empinado que forma un árbol grande y de abundante porte. Requiere suelo ligero y una posición soleada. Las mejores frutas vienen cuando hay un comienzo de verano húmedo y un clima cálido y seco en el período de maduración. Si el clima es al revés, gran parte de la cosecha se pierde por culpa de la monilinia (Podredumbre parda). Tiene un tiempo de floración que comienza a partir del 18 de abril con el 10% de floración, para el 21 de abril tiene una floración completa (80%), y para el 2 de mayo tiene un 90% de caída de pétalos.
'Reina Claudia de Braunau' tiene una talla de tamaño mediano a grande (peso promedio 38,40 g.), de forma redondo a muy redondo, ligeramente aplanado en ambos lados, la sutura es algo más profunda cerca del tallo y más allá no es más que una raya apenas visible; epidermis dura y ácida, de color verde brillante que al madurar es de color amarillo verdoso a amarillo verdoso claro brillante con rocío blanco espeso, en el lado soleado, un leve rubor rojo rosado y algunos puntos de color violeta claro, a veces algunas rayas verdes translúcidas; Pedúnculo marrón, robusto, de longitud media, se encuentra en un hueco;pulpa de color amarillenta, con textura fina, jugosa, y sabor bastante dulce, aromático.
Hueso  libre, con ligera adherencia solo en zona ventral, de tamaño pequeño, elíptico redondeado, zona pistilar amplia y redondeada, zona ventral y surcos acusados, caras laterales medianamente labradas, granulosas.
Su tiempo de recogida de cosecha se inicia en su maduración desde mediados a finales de agosto a principios de septiembre.

## Usos
La ciruela 'Reine Claude de Braunau' debido a su textura jugosa, de buena calidad, por lo que se utiliza casi exclusivamente en usos de postre de mesa en fresco, y de repostería, se transforma en mermeladas, almíbar de frutas, compotas.

## Cultivo
La ciruela 'Reina Claudia de Braunau' es una variedad de "Reina Claudia" que está bien adaptada a los climas de los países nórdicos, y es medianamente fértil.
La ciruela 'Reine Claude de Braunau' es parcialmente autofértil necesita polen de otras variedades para cuaje del fruto, siendo polinizadores del grupo C entre otros: 'Andrierez', 'Anna Späth', 'Autumn Compote', 'Avalon', 'Aylesbury Prune', . . .

## Enfermedades y plagas
Plagas específicas:
Pulgones, Cochinilla parda, aves Camachuelos, Orugas, Araña roja de árboles frutales, Polillas minadoras de hojas, Pulgón enrollador de hojas de ciruelo.
Enfermedades específicas:
Se afecta menos que otras Claudias con la Podredumbre parda de las ciruelas.